# Aricia mandzhuriana
Aricia mandzhuriana är en fjärilsart som beskrevs av Obraztsov 1935. Aricia mandzhuriana ingår i släktet Aricia och familjen juvelvingar. Inga underarter finns listade i Catalogue of Life.